# Cédric Chapuis
Cédric Chapuis, né le 21 octobre 1977, est un comédien français. Il s'est fait connaître du grand public à la suite du succès de son seul en scène Une vie sur mesure, nommé au Molière du seul en scène 2016, et est également fondateur de la compagnie Scènes plurielles.

## Biographie
Cédric Chapuis naît le 21 octobre 1977 à Toulouse,. Après un BTS en tourisme, il devient animateur en club de vacances. En juillet 2008, il participe au Festival d'Avignon et y est remarqué par Gérard Sibelle, directeur de la recherche et du développement et de la programmation du festival Juste pour rire.
Il joue comme comédien dans quelques  spectacles. Mais se fait connaître du grand public par le succès de son seul en scène Une vie sur mesure, présenté au Festival Off d'Avignon en juillet 2013, puis à Paris au théâtre Tristan-Bernard,,,, et finalement nommé au Molière du seul en scène 2016.
Il est également fondateur de la compagnie Scènes plurielles, qui a pour vocation d'aider à la création, à la promotion, et à la production de spectacles vivants sans limitation de genre.

## Théâtre
- 2011 : Une vie sur mesure de Cédric Chapuis, mise en scène Stéphane Battle, joué dans plusieurs théâtre à Paris
- 2014 : Au dessus de la mêlée de Cédric Chapuis, mise en scène Mira Simova, au théâtre Pandora à Avignon

## Distinctions
- 2016 : nomination au Molière du seul en scène pour Une vie sur mesure[7]